# Bankass
Bankass Cercle är en krets i Mali.   Den ligger i regionen Mopti, i den södra delen av landet, 500 km öster om huvudstaden Bamako. Antalet invånare är 263 446. Arean är 9 054 kvadratkilometer.
Terrängen i Bankass Cercle är platt åt sydost, men åt nordväst är den kuperad.